# Maysville (Misuri)
Maysville es una ciudad ubicada en el condado de DeKalb en el estado estadounidense de Misuri. En el Censo de 2010 tenía una población de 1114 habitantes y una densidad poblacional de 373,69 personas por km².

## Geografía
Maysville se encuentra ubicada en las coordenadas 39°53′8″N 94°22′8″O / 39.88556, -94.36889. Según la Oficina del Censo de los Estados Unidos, Maysville tiene una superficie total de 2.98 km², de la cual 2.97 km² corresponden a tierra firme y (0.43%) 0.01 km² es agua.

## Demografía
Según el censo de 2010, había 1114 personas residiendo en Maysville. La densidad de población era de 373,69 hab./km². De los 1114 habitantes, Maysville estaba compuesto por el 97.58% blancos, el 0.45% eran afroamericanos, el 0.54% eran amerindios, el 0.09% eran asiáticos, el 0.09% eran isleños del Pacífico, el 0% eran de otras razas y el 1.26% pertenecían a dos o más razas. Del total de la población el 0.36% eran hispanos o latinos de cualquier raza.